# Lista de residências dos governadores dos Estados Unidos
Esta é uma lista de residências oficiais atuais e anteriores de governadores dos Estados Unidos. A maioria dos estados dos Estados Unidos tem pelo menos uma residência oficial, as exceções são cinco estados: Arizona, Idaho, Massachusetts, Vermont e Rhode Island. As residências oficiais incluem casas particulares que foram legadas ou vendidas por cidadãos particulares aos governos estaduais, bem como residências que foram construídas especificamente para o governador. A Mansão do Governador da Califórnia foi originalmente desocupada em 1967, mas voltou ao uso regular de 2015 a 2019. Outros estados têm residências não oficiais usadas por seus governadores.
| *  | Residência oficial atual                                            |
| †  | Listada no Registro Nacional de Lugares Históricos (NRHP)           |
| †† | Listada no NRHP e também designada como um Marco Histórico Nacional |

## Residências oficiais atuais e antigas
| Estado             | Residência                                                           | Imagem                 | Localização                                                                                   | Datas de uso              | Notas |
| ------------------ | -------------------------------------------------------------------- | ---------------------- | --------------------------------------------------------------------------------------------- | ------------------------- | --- |
| Alabama            | Mansão do Governador*                                                |                        | 1142 South Perry Street, Montgomery 32° 21′ 43″ N, 86° 18′ 26″ O                              | 1951–atualmente           | Estilo neoclássico. Construída em 1907, conhecida como Robert Ligon Jr. House; começou a ser usada como Mansão do Governador em 1951 Adicionada ao Registro Nacional de Lugares Históricos em 1972 |
| Alabama            | Primeira residência                                                  |                        | South Perry e South Sts., Montgomery                                                          | 1911–1950                 | Uma brownstone Beaux-Arts construída em 1906, que o estado comprou por US$ 46.500. Demolida em 1963. |
| Alabama            | Casa do Governador George Smith Houston                              |                        | 101 N. Houston St., Athens 34° 48′ 22″ N, 86° 58′ 41″ O                                       |                           | Listada pelo NRHP |
| Alasca             | Mansão do Governador*                                                |                        | 716 Calhoun Avenue, Juneau 58° 18′ 10″ N, 134° 24′ 54″ O                                      | 1912–atualmente           | Concluída e ocupada pela primeira vez em 1912 Adicionada ao Registro Nacional de Lugares Históricos em 1976 |
| Arizona            | Nenhuma atualmente                                                   |                        |                                                                                               |                           | |
| Arizona            | Antiga Mansão do Governador                                          |                        | Bloco 400 da W. Gurley, Prescott 34° 32′ 29″ N, 112° 28′ 23″ O                                |                           | Construída em 1864; atualmente parte do Museu Sharlot Hall Adicionada ao Registro Nacional de Lugares Históricos em 1971 |
| Arkansas           | Mansão do Governador*                                                |                        | 1800 Center Street, Little Rock 34° 43′ 54,83″ N, 92° 16′ 33,57″ O                            | 1950–atualmente           | Primeira e única residência oficial no Arkansas. A construção começou em dezembro de 1947; inaugurada oficialmente em 10 de janeiro de 1950; ocupada pela primeira vez em 3 de fevereiro de 1950. Incluída dentro do Distrito Histórico da Mansão do Governador que foi listado pelo NRHP em 1978. |
| Califórnia         | Mansão Histórica do Governador da Califórnia                         |                        | 1526 H Street, Sacramento 38° 34′ 48,52″ N, 121° 29′ 01,25″ O                                 | 1903–1967, 2015–2019      | Construída em 1877; comprada pelo estado em 1903. Agora parte do Parque Histórico Estadual da Mansão do Governador, um parque estadual Adicionada ao Registro Nacional de Lugares Históricos em 1970; Marco Histórico da Califórnia, 1974 |
| Carolina do Norte  | Mansão Executiva*†                                                   |                        | 35° 46′ 59″ N, 78° 38′ 07″ O                                                                  | 1891–atualmente           | Estilo rainha Ana Adicionada ao Registro Nacional de Lugares Históricos em 1970 |
| Carolina do Norte  | Residência Ocidental do Governador                                   |                        | 45 Patton Mountain Rd., Asheville                                                             | 1964–atualmente           | |
| Carolina do Sul    | Mansão do Governador*†                                               |                        | 800 Richland Street, Colúmbia 34° 00′ 28″ N, 81° 02′ 37″ O                                    | 1868–atualmente           | Listada pelo NRHP em 1970 |
| Colorado           | Mansão do Governador* (Residência do Governador na Mansão Boettcher) |                        | 400 East 8th Avenue, Denver 39° 43′ 43″ N, 104° 58′ 53″ O                                     | 1960–atualmente           | Construída em 1908, aceita como presente ao estado em 1959 Restaurada na década de 1980 Adicionada ao Registro Nacional de Lugares Históricos em 1969. Estilo neocolonial. |
| Connecticut        | Residência do Governador*                                            |                        | 990 Prospect Avenue, Hartford 41° 46′ 43″ N, 72° 42′ 48″ O                                    | 1945–atualmente           | Construída em 1909; adquirida pelo estado em 1943; serviu como residência do governador desde 1945. estilo neogeorgiano; uma propriedade contribuinte em um distrito histórico do NRHP |
| Dakota do Norte    | Residência do Governador*                                            |                        | Bismarck 46° 49′ 03″ N, 100° 47′ 05,85″ O                                                     | 2018–atualmente           | |
| Dakota do Norte    | Antiga Residência do Governador (demolida)                           |                        | Bismarck                                                                                      | 1960–2018                 | |
| Dakota do Norte    | Antiga Mansão Executiva da Dakota do Norte                           |                        | 320 Ave. B., E., em Bismarck 46° 48′ 40″ N, 100° 47′ 10″ O                                    | 1893–1960                 | |
| Dakota do Sul      | Residência do Governador*                                            |                        | 119 North Washington Avenue, Pierre                                                           | 2005–atualmente           | |
| Dakota do Sul      | Casa do Governador William J. Bulow†                                 |                        | Beresford                                                                                     |                           | Listada pelo NRHP, no Condado de Union |
| Dakota do Sul      | Casa do Governador Leslie Jensen†                                    |                        | Hot Springs 43° 25′ 46″ N, 103° 28′ 12″ O                                                     |                           | Listada pelo NRHP, no Condado de Fall River |
| Dakota do Sul      | Casa do Governador John L. Pennington†                               |                        | Yankton 42° 52′ 12″ N, 97° 23′ 08″ O                                                          |                           | Listada pelo NRHP, no Condado de Yankton |
| Delaware           | Mansão do Governador*                                                |                        | 151 Kings Highway, Dover 39° 09′ 41″ N, 75° 31′ 25″ O                                         | 1965–atualmente           | Também conhecida como Woodburn. Construída por volta de 1798 no estilo georgiano; comprada pelo estado para uso como residência do governador em 1965. Listada pelo NRHP em 1972 |
| Flórida            | Mansão do Governador* (Casa do Povo da Flórida)                      |                        | 700 North Adams Street, Tallahassee 30° 26′ 59″ N, 84° 16′ 57″ O                              | 1907–1955 1957–atualmente | Fundos para mansão apropriados pela Legislatura em 1905; concluída no estilo neocolonial britânico em 1907 Fundos para a nova mansão foram apropriados após a mansão original ter sido considerada estruturalmente insalubre em 1952; fundos para a nova mansão foram apropriados pela Legislatura em 1953 Planos para nova mansão aprovados e antiga mansão demolida em 1955 Nova mansão concluída em 1956; reocupada pelo governador na primavera de 1957; ampliada em 2005 Adicionada ao Registro Nacional de Lugares Históricos em 2006 |
| Geórgia            | Mansão do Governador*                                                |                        | 391 West Paces Ferry Road NW, Atlanta                                                         | 1968–atualmente           | Construída em 1967 no estilo neogrego, fortemente danificada por tornado e reformada logo depois, em 1975. |
| Geórgia            | Antiga Mansão do Governador                                          |                        | 120 S. Clark St., Milledgeville 33° 04′ 42″ N, 83° 13′ 53″ O                                  | 1838–1868                 | Listada pelo NRHP, na capital original do estado, Milledgeville, ocupada de 1838 a 1868 e ainda aberta hoje para visitas públicas. |
| Geórgia            |                                                                      |                        |                                                                                               | 1868–1870                 | Charles A. Larenden, um prédio não oficial de três andares e 14 cômodos, no lado leste da Peachtree Street em Atlanta, ocupado de 1868 a 1870 |
| Geórgia            | Terceira Mansão do Governador da Geórgia                             |                        | Cain Street e Peachtree Street, Atlanta                                                       | 1870–1921                 | Primeira mansão oficial em Atlanta, anteriormente propriedade do prefeito John H. James, comprada em 1870, ocupada por 17 governadores; desocupada em 1921; demolida em 1923. |
| Geórgia            | The Prado                                                            |                        | Ansley Park, Atlanta                                                                          | 1925–1968                 | Propriedade de granito de Edwin P. Ansley, adquirida pelo estado em 1925; ocupada por 11 governadores; desocupada e demolida em 1968 |
| Geórgia            | Casa do Governador L. G. Hardman                                     |                        | Commerce                                                                                      |                           | Listada pelo NRHP |
| Havaí              | Hale Kia Aina*                                                       |                        |                                                                                               | 2002–atualmente           | |
| Havaí              | Washington Place††                                                   |                        | 320 Beretania Street, Honolulu                                                                | 1918–atualmente           | Construída em 1847 no estilo neogrego; usada como palácio de Liliuokalani; local da queda do Reino do Havaí em 1893; tornou-se Mansão Executiva em 1918 Remodelado em 1922; desocupado e transformado em casa-museu histórica em 2002 Adicionada ao Registro Nacional de Lugares Históricos em 1972; designada como Marco Histórico Nacional em 2007 |
| Idaho              | Nenhuma atualmente                                                   |                        |                                                                                               |                           | |
| Idaho              | Idaho House                                                          |                        | 4000 Simplot Lane, Boise                                                                      | 2009–2013                 | Construída em 1979; doada ao estado por J. R. Simplot em novembro de 2005; nunca ocupada por um governador; demolida em janeiro de 2016. |
| Idaho              | Pierce House                                                         |                        | 1805 N. 21st Street, Boise                                                                    | 1947–1989                 | |
| Illinois           | Mansão do Governador*†                                               |                        | 410 East Jackson Street, Springfield 39° 47′ 47,85″ N, 89° 38′ 59,86″ O                       | 1855–atualmente           | Concluída em 1855 no estilo italianizante; uma das mais antigas mansões de governadores continuamente ocupadas nos Estados Unidos O governador e a família geralmente vivem em um apartamento privado de sete cômodos atrás da mansão; a mansão em si é mantida principalmente como local histórico e usada para funções do estado. Adicionada ao Registro Nacional de Lugares Históricos em 1976 |
| Indiana            | Residência do Governador*                                            | —                      | 4750 North Meridian Street, Indianápolis                                                      | 1973–atualmente           | Estilo neotudor inglês; construída em 1924, comprada pelo estado em 1973. |
| Indiana            | Grouseland††                                                         |                        | Vincennes 38° 41′ 07,76″ N, 87° 31′ 33,62″ O                                                  |                           | Construída em 1804 em estilo federal, por William Henry Harrison em Vincennes, durante seu mandato como governador do Território de Indiana. Designada como Marco Histórico Nacional em 1960 |
| Iowa               | Terrace Hill*††                                                      |                        | 2300 Grand Avenue, Des Moines41° 35′ 00″ N, 93° 38′ 56″ O                                     | 1976–atualmente           | A construção da mansão atual começou em 1866; concluída no estilo Segundo Império em 1869; doada ao estado pela família Hubbell e ocupada pela primeira vez pelo governador em 1976. Adicionada ao Registro Nacional de Lugares Históricos em 1972; designada como Marco Histórico Nacional em 2003. |
| Iowa               | Witmer House                                                         |                        | 2900 Grand Avenue, Des Moines                                                                 | 1947–1976                 | Comprada em 1947. |
| Kansas             | Cedar Crest*                                                         |                        | 1 SW Cedar Crest Road, Topeka                                                                 | 1962–atualmente           | Construída em 1928 em estilo château francês. Legado ao estado em 1955; primeiramente ocupada pelo governador em 1962 Adicionada ao Registro Nacional de Lugares Históricos em 1982. |
| Kansas             | Residência oficial original                                          |                        | 801 Buchanan Street, Topeka                                                                   | 1901–1962                 | Residência oficial original, construída em 1887 e comprada pelo estado em 1901; leiloada em 1963 e demolida em 1964. |
| Kansas             | Governor L. D. Lewelling House                                       |                        | 1245 N. Broadway, Wichita                                                                     |                           | Listada pelo NRHP no Condado de Sedgwick |
| Kentucky           | Mansão do Governador*                                                |                        | Gramado leste do Capitólio no final da Capital Avenue, Frankfort 38° 11′ 14″ N, 84° 52′ 25″ O |                           | Construída entre 1912–1914 no estilo Beaux-Arts para substituir a antiga mansão do governador; usada como residência executiva desde então. Listada pelo NRHP em 1972 |
| Kentucky           | Antiga Mansão do Governador                                          |                        | 420 High St., Frankfort 38° 11′ 58″ N, 84° 52′ 26″ O                                          |                           | Referida como "o Palácio" nos primeiros anos Fundos apropriados pela Assembleia Geral do Kentucky em 1796; concluída em 1798. Substituída pela atual Mansão do Governador, mas continuou a ser usada como residência oficial do vice-governador do Kentucky, embora não tenha sido usada pelos três últimos vice-governadores. Afirmado ser a mais antiga residência executiva oficial ainda em uso nos Estados Unidos. Adicionada ao Registro Nacional de Lugares Históricos em 1971                                                       |
| Luisiana           | Mansão do Governador*                                                |                        | 1001 Capitol Access Road, Baton Rouge 30° 27′ 32″ N, 91° 10′ 50″ O                            | 1963–atualmente           | Estilo neogrego (com algumas características neocoloniais) |
| Luisiana           | Antiga Mansão do Governador                                          |                        | 502 North Boulevard, Baton Rouge 30° 26′ 47″ N, 91° 11′ 06″ O                                 | 1930–1961                 | Após 1961, local do Louisiana Arts and Science Center Museum entre 1964–1976; reaberta como museu histórico em 1978 Adicionada ao Registro Nacional de Lugares Históricos em 1975 |
| Luisiana           | Mouton House                                                         |                        | 261 North Liberty Street, Opelousas                                                           | 1862–1863                 | Construída em 1850 para o ex-vice-governador Charles Homer Mouton. Durante o auge da Guerra Civil, de 1862 a 1863, a casa serviu como Mansão do Governador para o governador Thomas Overton Moore quando o Capitólio do Estado foi transferido de Baton Rouge para Opelousas. Adicionada ao Registro Nacional de Lugares Históricos, 1991 |
| Maine              | Blaine House*††                                                      |                        | Capitol e State Sts., Augusta 44° 18′ 28,38″ N, 69° 46′ 53″ O                                 | 1919–atualmente           | Construída em 1833; comprada por James G. Blaine em 1862; doada pela filha mais nova de Blaine ao estado e estabelecida como residência oficial pela Legislatura em 1919. Adicionada ao Registro Nacional de Lugares Históricos, 1969; Designada um Marco Histórico Nacional, 1964 |
| Maryland           | Casa do Governo*                                                     |                        | State Circle, Annapolis                                                                       | 1870–atualmente           | |
| Maryland           | Jennings House                                                       |                        |                                                                                               | 1777–1870                 | Demolida em 1901. |
| Massachusetts      | Nenhuma atualmente                                                   |                        |                                                                                               |                           | |
| Massachusetts      | Province House                                                       | Province House, Boston | Marlborough Street, Boston,                                                                   | After 1716                | Usada para governadores da colônia da baía de Massachusetts; incendiada em 1864, demolida em 1922 |
| Michigan           | Mansão do Governador*                                                |                        | Moore River Drive estates, Lansing                                                            | 1969–atualmente           | Projetada pelo arquiteto americano Wallace Frost e construída em 1957 como residência privada, a mansão em Lansing foi doada ao estado em 1969 e é mantida com fundos privados. A mansão foi reformada sob a governadora Jennifer Granholm e possui 8 700 sq ft (810 m2). |
| Michigan           | Residência de Verão do Governador de Michigan                        |                        | Ilha Mackinac                                                                                 | 1945–atualmente           | Construída em 1902, a residência de verão do governador na Ilha Mackinac é uma estrutura de três andares localizada em um penhasco com vista para os Estreitos de Mackinac. Foi construída originalmente como uma residência privada para o advogado de Chicago Lawrence Andrew Young e mais tarde de propriedade da família Hugo Scherer de Detroit. Em 1944, a Comissão do Parque Estadual da Ilha Mackinac comprou a casa pelo seu custo original de US$ 15.000. Listada no NRHP em 1997.                                                |
| Michigan           | Mansão do Governador                                                 |                        | 621 S. Marshall Ave., Marshall 42° 15′ 54″ N, 84° 57′ 16″ O                                   |                           | Construída em estilo neogrego em 1839; listada pelo NRHP no Condado de Calhoun |
| Minnesota          | Residência do Governador*                                            |                        | 1006 Summit Avenue, Saint Paul 44° 56′ 27,77″ N, 93° 08′ 34,44″ O                             | 1965–atualmente           | |
| Mississippi        | Mansão do Governador*††                                              |                        | 316 East Capitol Street, Jackson 32° 17′ 59,77″ N, 90° 11′ 00,01″ O                           | 1842–atualmente           | Construída entre 1839 e 1842 com fundos apropriados pela legislatura estadual. Ocupada pelos governadores do Mississippi desde 1842, tornando-se a segunda mansão governamental mais antiga do país em uso contínuo. Projetada pelo arquiteto William Nichols (1780-1853), a mansão é considerada um dos melhores exemplos da arquitetura do renascimento grego do país. Adicionado ao Registro Nacional de Lugares Históricos, 1969; designada um Marco Histórico Nacional em 1975; designada um Marco do Mississippi em 1986              |
| Missouri           | Mansão do Governador*                                                |                        | 100 Madison Street, Jefferson City 38° 34′ 40″ N, 92° 10′ 10″ O                               | 1871–atualmente           | Adicionada ao Registro Nacional de Lugares Históricos em 1969 |
| Montana            | Residência do Governador*                                            |                        | 2 Carson Street, Helena                                                                       | 1959–                     | |
| Montana            | Hauser Mansion                                                       |                        | 720 Madison Avenue, Helena                                                                    | 2024-                     | |
| Montana            | Antiga Mansão Executiva de Montana                                   |                        | 6th Ave. e Ewing St., Helena 46° 35′ 16″ N, 112° 02′ 03″ O                                    | 1913–1959                 | Casa no estilo Rainha Ana projetada por Cass Gilbert |
| Nebraska           | Mansão do Governador*                                                |                        | 1425 H Street, Lincoln 40° 48′ 23″ N, 96° 42′ 01″ O                                           | 1958–atualmente           | Adicionada ao Registro Nacional de Lugares Históricos em 2008 |
| Nevada             | Mansão do Governador*                                                |                        | 606 Mountain Street, Carson City 39° 10′ 03″ N, 119° 46′ 23″ O                                | 1909–atualmente           | Adicionada ao Registro Nacional de Lugares Históricos em 1976 |
| Nova Hampshire     | Mansão do Governador* (Bridges House)                                |                        | 21 Mountain Road, Concord 43° 14′ 20″ N, 71° 32′ 16″ O                                        | 1969–atualmente           | Adicionada ao Registro Nacional de Lugares Históricos em 2005 |
| Nova Iorque        | Mansão Executiva do Estado*†                                         |                        | 138 Eagle Street, Albany 42° 38′ 48″ N, 73° 45′ 41″ O                                         | 1875–atualmente           | Estilo rainha Ana Adicionada ao Registro Nacional de Lugares Históricos em 1971 |
| Nova Jérsei        | Drumthwacket*†                                                       |                        | 354 Stockton Road, Princeton 40° 20′ 21,57″ N, 74° 40′ 29,36″ O                               | 1982–atualmente           | Adicionada ao Registro Nacional de Lugares Históricos em 1975 |
| Nova Jérsei        | Governor's Ocean House                                               |                        | Island Beach State Park, Berkeley Township 39° 53′ 11″ N, 74° 04′ 54″ O                       | 1953–atualmente           | Neocolonial Cape Cod Anteriormente conhecida como "Ocean House", uma das três casas construídas para um empreendimento turístico planejado por Henry Phipps Jr. Construída por volta de 1927, comprada pelo Estado de Nova Jérsei em 1953. |
| Nova Jérsei        | Morven†                                                              |                        | 55 Stockton Street, Princeton 40° 20′ 50,97″ N, 74° 40′ 01,03″ O                              | 1954–1981                 | Oficialmente conhecida como Morven Museum & Garden. Construída em 1730. Adicionada ao Registro Nacional de Lugares Históricos em 1971 |
| Novo México        | Mansão do Governador*                                                |                        | 1 Mansion Drive, Santa Fé                                                                     | 1954–atualmente           | Territorial modificada |
| Novo México        | Mansão anterior                                                      |                        |                                                                                               | 1909?–1954                | |
| Novo México        | Palacio de los Gobernadores                                          |                        | 105 W Palace Ave, Santa Fé                                                                    | 1610–1909                 | |
| Ohio               | Mansão do Governador* (Casa de Malcolm Jeffrey)                      |                        | 358 N. Parkview, Bexley 39° 58′ 35″ N, 82° 56′ 25″ O                                          | 1957–atualmente           | Construída entre 1923 e 1925. Estilo neotudor/neojacobetano. |
| Ohio               | Antiga Mansão do Governador                                          |                        | 1234 East Broad Street, Columbus 39° 57′ 59″ N, 82° 58′ 06″ O                                 |                           | Também conhecida como Ohio Archives Building ou como Charles H. Lindenberg Home, construída em 1904. Listada pelo NRHP em 1972 |
| Oklahoma           | Mansão do Governador*                                                |                        | 820 NE 23rd Street, Oklahoma City                                                             | 1928–atualmente           | Neocolonial neerlandesa |
| Oregon             | Mahonia Hall* (Mansão de Thomas e Edna Livesley)                     |                        | 533 Lincoln Street South, Salem                                                               |                           | Construída em 1924 em Estilo neotudor, adquirida pelo estado em 1988 com doações privadas. Listada no NRHP em 1990 |
| Pensilvânia        | Residência do Governador*                                            |                        | 2035 North Front Street, Harrisburg 40° 16′ 39″ N, 76° 53′ 55″ O                              | 1969–atualmente           | Neocolonial |
| Porto Rico         | Palacio de Santa Catalina*††                                         |                        | Velha San Juan 18° 27′ 50″ N, 66° 07′ 09″ O                                                   | 1533–atualmente           | O Palacio de Santa Catalina, mais conhecido como La Fortaleza é o edifício governamental mais antigo em uso contínuo na América, originalmente construído como um forte entre 1533 e 1540, tendo sido ampliado e reformado diversas vezes para lhe conferir funções e características palacianas. |
| Rhode Island       | Nenhuma atualmente                                                   |                        |                                                                                               |                           | |
| Tennessee          | Mansão do Governador*                                                | Tennessee Residence    | Oak Hill                                                                                      | 1949–atualmente           | Mansão de três andares em estilo georgiano que foi construída como residência particular para William Ridley Wills e sua família em 1929. |
| Texas              | Mansão do Governador*††                                              |                        | 1010 Colorado St., Austin 30° 16′ 21,72″ N, 97° 44′ 34,79″ O                                  | 1856–atualmente           | Construída em 1855; lar de todos os governadores desde 1856. Listada pelo NRHP em 1970; designada um Marco Histórico Nacional em 1974 |
| Texas              | Palácio do Governador Espanhol                                       |                        | San Antonio 29° 25′ 30″ N, 98° 29′ 40″ O                                                      |                           | Construído por volta de 1722; listado pelo NRHP |
| Utah               | Mansão do Governador*†                                               |                        | 603 East South Temple Street, Salt Lake City 40° 46′ 11″ N, 111° 52′ 23″ O                    |                           | Construído em 1902; doado ao estado para servir como mansão do governador em fevereiro de 1937, listado pelo NRHP em 1970 |
| Vermont            | Nenhuma atualmente                                                   |                        |                                                                                               |                           | |
| Virgínia           | Mansão Executiva*††                                                  |                        | Capitol Square, Richmond 37° 32′ 19″ N, 77° 25′ 57″ O                                         | 1813–atualmente           | Construída em 1811 em estilo federal. Listada pelo NRHP em 1969; designada um Marco Histórico Nacional em 1988 |
| Virgínia           | Palácio do Governador                                                |                        | Duke of Gloucester Street, Williamsburg                                                       | 1776–1780                 | Construído ao longo de 16 anos e concluído em 1721 Lar de sete governadores; o último foi Thomas Jefferson Edifício principal destruído por incêndio, 22 de dezembro de 1781 Edifícios anexos sobreviventes demolidos durante a Guerra Civil O Palácio do Governador reconstruído foi inaugurado em 23 de abril de 1934 |
| Virgínia Ocidental | Mansão do Governador*†                                               |                        | 1716 Kanawha Boulevard, Charleston 38° 20′ 10″ N, 81° 36′ 53″ O                               | 1925–atualmente           | Estilo neocolonial, listada pelo NRHP em 1974 |
| Washington         | Mansão do Governador*                                                |                        | Olympia                                                                                       | 1909–atualmente           | Construída em 1908 em estilo neocolonial. |
| Wisconsin          | Mansão do Governador*                                                |                        | 99 Cambridge Road, Maple Bluff                                                                | 1949–atualmente           | Construída em 1920 em estilo neoclássico; vendida ao estado em 1949 |
| Wyoming            | Mansão do Governador*                                                |                        | 5001 Central Avenue, Cheyenne                                                                 |                           | Construída em 1976 em estilo neocolonial |
| Wyoming            | Antiga Mansão do Governador†                                         |                        | 300 East 21st Street, Cheyenne 41° 08′ 13″ N, 104° 48′ 53″ O                                  |                           | Estilo neocolonial, listada pelo NRHP em 1969 |